# Oussama Targhalline
Oussama Targhalline (Casablanca, 20 de maio de 2002) é um futebolista marroquino que atua como meio-campista. Atualmente joga pelo Le Havre.

## Carreira nos clubes
Targhalline começou sua carreira na Academia Mohammed VI em Salé, Marrocos antes de assinar seu primeiro contrato profissional com o Marselha aos 18 anos. Ele marcou seu primeiro gol sênior pelo clube em um amistoso no meio da temporada contra o Nîmes; O Marselha venceu a partida por 4–1. Targhalline fez sua estreia competitiva no time principal pelo Marselha em uma vitória por 4–1 na Coupe de France sobre o Cannet Rocheville em 19 de dezembro de 2021. Ele fez sua estreia na Ligue 1 em uma vitória por 1–0 sobre o Bordeaux em 7 de janeiro de 2022. Em 1º de agosto de 2022, Targhalline foi emprestado ao time turco Alanyaspor.
Em 7 de janeiro de 2023, após ser chamado de volta do período de empréstimo, Targhalline se juntou ao Le Havre, da Ligue 2, em um acordo permanente, assinando um contrato até junho de 2025, com opção por mais um ano.

## Carreira internacional
Targhalline representou Marrocos nas categorias sub-17, sub-20 e sub-23. Ele estava na lista final para participar do Torneio UNAF Sub-20 de 2020, classificando-se para a Copa das Nações Africanas Sub-20 de 2021, e participou de todas as partidas, marcando um gol contra a Líbia.
Em junho de 2023, ele foi incluído no elenco final da seleção nacional sub-23 para a Copa das Nações Africanas Sub-23 de 2023, sediada pelo próprio Marrocos; ele marcou o gol da vitória na vitória final por 2 a 1 sobre o Egito, que ajudou os Leões do Atlas a conquistar seu primeiro título e se classificar para as Olimpíadas de Verão de 2024.
Targhalline foi selecionado para a seleção marroquina para competir no futebol masculino nas Olimpíadas de Verão de 2024.
Targhalline fez sua estreia pela seleção marroquina em 9 de setembro de 2024, em uma partida pelas eliminatórias da Copa das Nações da África contra Lesoto, no Estádio Adrar.

## Títulos
Le Havre
- Ligue 2: 2022–23

Marrocos sub-23
- Jogos Olímpicos: 2024 (medalha de bronze)